# ATP World Tour Finals 2015 – mužská čtyřhra
Soutěže mužské čtyřhry na Turnaji mistrů 2015 v Londýně se účastnilo osm nejlepší párů tenistů v klasifikaci dvojic žebříčku Emirates ATP. Obhájcem titulu byla dvojice amerických bratrů Boba a Mikea Bryanových, kteří v semifinále nestačili na pozdější vítězný pár Jean-Julien Rojer a Horia Tecău.
Rozlosování deblové soutěže proběhlo ve čtvrtek 12. listopadu ve 20 hodin místního času.
Vítězem se stala druhá nasazená dvojice složené z Nizozemce Jeana-Juliena Rojere a Rumuna Horii Tecăua, kteří ve finále porazili indicko-rumunské turnajové osmičky Rohana Bopannu a Florina Mergeu po dvou setech 6–4 a 6–3. Na turnaji dominovali, když v pěti duelech neprohráli ani set. Po triumfu ve Wimbledonu 2015, tak dokázali ovládnout i další podnik z Londýna, kde v sezóně vyhráli všech svých jedenáct zápasů.
Pro oba se jednalo o první triumf na závěrečné události roku a o čtrnáctou společnou trofej na okruhu ATP. Pro Rojera to byl dvacátý deblový titul na okruhu ATP Tour. Tecău si připsal dvacátou sedmou trofej ze čtyřhry.

## Nasazení párů
1. Bob Bryan /  Mike Bryan (semifinále, 400 bodů, 146 000 USD/pár)
2. Jean-Julien Rojer /  Horia Tecău (vítězové, 1500 bodů, 423 000 USD/pár)
3. Ivan Dodig /  Marcelo Melo (semifinále, 400 bodů, 146 000 USD/pár)
4. Jamie Murray /  John Peers (základní skupina, 200 bodů, 114 000 USD/pár)
5. Simone Bolelli /  Fabio Fognini (základní skupina, 200 bodů, 114 000 USD/pár)
6. Pierre-Hugues Herbert /  Nicolas Mahut (základní skupina, 200 bodů, 114 000 USD/pár)
7. Marcin Matkowski /  Nenad Zimonjić (základní skupina, 0 bodů, 82 000 USD/pár)
8. Rohan Bopanna /  Florin Mergea (finále, 800 bodů, 229 000 USD/pár)

## Náhradníci
1. Vasek Pospisil /  Jack Sock (nenastoupili, 0 bodů, 30 000 USD/pár)
2. Alexander Peya /  Bruno Soares (nenastoupili, 0 bodů, 30 000 USD/pár)

## Soutěž
| Legenda                                                       |                                                                        |                                                   |
| - Q – kvalifikant - WC – divoká karta - LL – šťastný poražený | - Alt – náhradník - SE – zvláštní výjimka - PR/SR – žebříčková ochrana | - w/o – bez boje - r – skreč - d – diskvalifikace |

### Finálová fáze
|  | Semifinále | Semifinále                  | Semifinále                    | Semifinále | Semifinále |                               |                             | Finále | Finále | Finále | Finále | Finále |
|  |            |                             |                               |            |            |                               |                             |        |        |        |        |        |
|  | 8          | Rohan Bopanna Florin Mergea | 6                             | 6          |            |                               |                             |        |        |        |        |        |
|  | 3          | Ivan Dodig Marcelo Melo     | 4                             | 2          |            |                               |                             |        |        |        |        |        |
|  | 3          | Ivan Dodig Marcelo Melo     | 4                             | 2          |            | 8                             | Rohan Bopanna Florin Mergea | 4      | 3      |        |        |        |
|  |            |                             |                               |            |            | 8                             | Rohan Bopanna Florin Mergea | 4      | 3      |        |        |        |
|  |            | 2                           | Jean-Julien Rojer Horia Tecău | 6          | 6          |                               |                             |        |        |        |        |        |
|  | 2          | 2                           | Jean-Julien Rojer Horia Tecău | 6          | 6          | Jean-Julien Rojer Horia Tecău | 6                           | 6      |        |        |        |        |
|  | 2          |                             |                               |            |            | Jean-Julien Rojer Horia Tecău | 6                           | 6      |        |        |        |        |
|  | 1          | Bob Bryan Mike Bryan        | 4                             | 4          |            |                               |                             |        |        |        |        |        |

### Skupina Ashe a Smithe
|    |                              | Bryan                       | Murray Peers                | Bolelli Fognini       | Bopanna Mergea   | Zápasy       | Sety         | Hry            | Pořadí |
| 1. | Bob Bryan Mike Bryan         |                             | 6–7(5–7), 7–6(7–5), [16–14] | 6–3, 6–2              | 4–6, 3–6         | 2–1 (50 %)   | 4–3 (57,1 %) | 33–30 (52,4 %) | 2.     |
| 4. | Jamie Murray John Peers      | 7–6(7–5), 6–7(5–7), [14–16] |                             | 7–6(7–5), 3–6, [11–9] | 3–6, 6–7(5–7)    | 1–2 (33,3 %) | 3–5 (37,5 %) | 33–39 (45,8 %) | 3.     |
| 5. | Simone Bolelli Fabio Fognini | 3–6, 2–6                    | 6–7(5–7), 6–3, [9–11]       |                       | 6–4, 1–6, [10–5] | 1–2 (33,3 %) | 3–5 (37,5 %) | 25–33 (43,1 %) | 4.     |
| 8. | Rohan Bopanna Florin Mergea  | 6–4, 6–3                    | 6–3, 7–6(7–5)               | 4–6, 6–1, [5–10]      |                  | 2–1 (66,6 %) | 5–2 (71,4 %) | 35–24 (59,3 %) | 1.     |

### Skupina Fleminga a McEnroea
|    |                                     | Rojer Tecău   | Dodig Melo            | Herbert Mahut         | Matkowski Zimonjić | Zápasy       | Sety         | Hry            | Pořadí |
| 2. | Jean-Julien Rojer Horia Tecău       |               | 6–4, 7–6(7–3)         | 6–4, 7–5              | 6–2, 6–4           | 3–0 (100 %)  | 6–0 (100 %)  | 38–25 (60,3 %) | 1.     |
| 3. | Ivan Dodig Marcelo Melo             | 4–6, 6–7(3–7) |                       | 3–6, 7–6(7–4), [10–7] | 3–6, 7–5, [10–6]   | 2–1 (66,6 %) | 4–4 (50 %)   | 32–36 (47,1 %) | 2.     |
| 6. | Pierre-Hugues Herbert Nicolas Mahut | 4–6, 5–7      | 6–3, 6–7(4–7), [7–10] |                       | 5–7, 6–3, [10–8]   | 1–2 (33,3 %) | 3–5 (37,5 %) | 33–34 (49,3 %) | 3.     |
| 7. | Marcin Matkowski Nenad Zimonjić     | 2–6, 4–6      | 6–3, 5–7, [6–10]      | 7–5, 3–6, [8–10]      |                    | 0–3 (0 %)    | 2–6 (25 %)   | 27–35 (43,5 %) | 4.     |